# 1956年夏季奥林匹克运动会自行车比赛
1956年夏季奥林匹克运动会自行车比赛在墨尔本举行。

## 奖牌榜

### 公路
| Event                          | 金牌                                                      | 银牌                                                  | 铜牌                                                        |
| Road race, Individual （詳細） | 埃尔科莱·巴尔迪尼 · 意大利（ITA）                         | 阿诺·热尔 · 法国（FRA）                               | 艾伦·杰克逊 · 英国（GBR）                                   |
| Road race, Team （詳細）       | 法国（FRA） · 阿诺·热尔 · 莫里斯·穆舍罗 · 米歇尔·韦尔默兰 | 英国（GBR） · 斯坦·布里顿 · 威廉·霍姆斯 · 艾伦·杰克逊 | 德国联队（EUA） · 赖因霍尔德·波默 · 特弗·舒尔 · 霍斯特·蒂勒 |

### 场地
| Event                     | 金牌 | 银牌                                                                          | 铜牌                                                                      |
| Pursuit, Team （詳細）    | 意大利（ITA） · 瓦伦蒂诺·加斯帕雷拉 · 安东尼奥·多梅尼卡利 · 莱安德罗·法金 · 佛朗哥·甘迪尼 · 维尔吉尼奥·皮扎利 | 法国（FRA） · 米歇尔·韦尔默兰 · René Bianchi · 让·格拉奇克 · 让-克洛德·勒康特 | 英国（GBR） · 湯姆·辛普森 · 唐纳德·伯吉斯 · 邁克爾·甘布里爾 · 约翰·格迪斯 |
| Sprint （詳細）           | 米歇尔·鲁索 · 法国（FRA）                                                                                     | 古列尔莫·佩森蒂 · 意大利（ITA）                                               | 迪克·普卢格 · （AUS）                                                     |
| Tandem （詳細）           | 伊恩·布朗 · and 托尼·马钱特 · （AUS）                                                                         | 拉吉斯拉夫·福切克 · and 瓦茨拉夫·马赫克 · 捷克斯洛伐克（TCH）                 | 朱塞佩·奥尼亚 · and 切萨雷·皮纳雷洛 · 意大利（ITA）                       |
| 1000m time trial （詳細） | 莱安德罗·法金 · 意大利（ITA）                                                                                 | 拉吉斯拉夫·福切克 · 捷克斯洛伐克（TCH）                                       | 艾尔弗雷德·斯威夫特 · 南非（RSA）                                         |

## 参赛国家
| - （11） - 奥地利（4） - 比利时（7） - 巴西（1） - 加拿大（3） - 智利（2） - 哥伦比亚（8） - 捷克斯洛伐克（6） - 丹麦（2） - 埃塞俄比亚（4） |  | - 芬兰（1） - 法国（11） - 德国联队（10） - 英国（12） - 意大利（12） - 日本（1） - 卢森堡（1） - 墨西哥（4） - 新西兰（6） - 巴基斯坦（4） |  | - 南非（6） - 韩国（2） - 南越南（6） - 苏联（12） - 瑞典（4） - 特立尼达和多巴哥（1） - 美国（10） - 乌拉圭（5） - 委内瑞拉（4） - 南斯拉夫（1） |

## 各国奖牌榜
| 排名 | 国家／地区   | 金牌 | 银牌 | 铜牌 | 總數 |
| ---- | ------------ | ---- | ---- | ---- | ---- |
| 1    | 意大利       | 3    | 1    | 1    | 5    |
| 2    | 法国         | 2    | 2    | 0    | 4    |
| 3    |              | 1    | 0    | 1    | 2    |
| 4    | 捷克斯洛伐克 | 0    | 2    | 0    | 2    |
| 5    | 英国         | 0    | 1    | 2    | 3    |
| 6    | 德国联队     | 0    | 0    | 1    | 1    |
| 6    | 南非         | 0    | 0    | 1    | 1    |